# B&R Industrial Automation
B&R Industrial Automation GmbH – austriacki producent automatyki przemysłowej. Przedsiębiorstwo specjalizuje się w sterownikach PLC, wizualizacjach i technologiach napędowych. B&R dostarcza indywidualne komponenty ułatwiające zastosowanie kompletnych rozwiązań. Produkcja zorientowana jest na przemysł maszynowy i systemy wytwarzania. Przedsiębiorstwo zajmuje się również obszarem kontroli procesów.

## Charakterystyka
W 2011 roku przedsiębiorstwo wygenerowało 410 mln euro przychodu zatrudniając 2300 pracowników. Sprzedaż podzielona jest na regiony w następujący sposób:
- Europa 65%
- Azja 17%
- Ameryka 15%
- pozostałe 2%

Raporty z 2013 roku wykazały 11% wzrost przychodu, wraz z całym przychodem równym 475 mln euro,

## Lokalizacje
Przedsiębiorstwo posiada siedzibę w Eggelsberg (Górna Austria). Pierwszy budynek został rozbudowany w 2000 roku. Dodano jeszcze jeden zakład produkcyjny o powierzchni 10 000 m². W marcu 2008 roku firma powiększyła swoje fabryki inwestując około 50 mln euro w dodatkowe 50 000 m², które zostały dodane do centrali.
B&R posiada biura w następujących krajach: Belgia, Brazylia, Kanada, Chiny, Czechy, Dania, Francja, Niemcy, Wielka Brytania, Indie, Włochy, Korea, Holandia, Polska, Rosja, Singapur, Słowacja, Hiszpania, Szwecja, Szwajcaria, Ukraina, USA. Firmy partnerskie działają w ponad 60 krajach.

## Historia
- 1980: Unicount – seria liczników, Unicontrol – pierwszy swobodnie programowalny PLC
- 1983: Multicontrol – sterownik z przetwarzaniem cyfrowym oraz analogowym
- 1986: PROVIT – programowalny terminal do wizualizacji
- 1987: MAESTRO – system sterowania z zintegrowanym systemem komputerowym
- 1989: MAESTRO AXIS CONTROLLER – podstawy technologii CAM i CNC
- 1992: System 2000 – sterownik ze skalowalnym hardware
- 1993: IPC2000 – komputer przemysłowy
- 1994: Panelware – pierwszy modułowy panel operatorski
- 1995: System 2003 – kontroler z rozproszoną inteligencją, PG2000 – oparty na DOS-ie system programowania sterowników PLC
- 1996: IPC5000 – komputer przemysłowy ze zdalnym wyświetlaczem
- 1997: Automatyzacja studio – oprogramowanie do automatyzacji
- 1999: ACOPOS – napędy Serwo, Power Panel 41 – jednostka operacyjna z zintegrowanym sterownikiem i panelem wizualizacji
- 2000: System 2005 – czwarta generacja systemu
- 2001: X67 System – system sterowania z ochroną IP67
- 2002: POWERLINK – ethernetowy protokół czasu rzeczywistego
- 2003: Power Panel – jednostka operacyjna z zintegrowanym sterownikiem, wizualizacją i kontrolerem ruchu
- 2004: ?20 Systemu – modułowy system sterowania, APC 620 – pierwszy komputer przemysłowy
- 2005: ACOPOSmulti – seria falowników
- 2006: Integrated Safety Technology – zintegrowane technologie bezpieczeństwa
- 2007: GMC – obróbka CNC, sterowanie robotami, kontrola ruchu i operacje PLC w pojedynczym sterowniku
- 2008: ACOPOSInverter – falownik częstotliwości pod patentem SITE (Schneider ElectricToshiba falowniki Europa)
- 2009: silniki z przekładniami
- 2011: wielopunktowe panele dotykowe
- 2012: Zintegrowany Silnik/napędy (ACOPOSmotor)

## Produkty
- Przemysłowe komputery PC
- Systemy wejścia-wyjścia
- Bezpieczeństwo Produktów
- Oprogramowanie automatyzacji (B&R Automation studio)
- Systemy napędowe (ACOPOS)
- Proces automatyzacji (APROL)
- Zastosowanie technologii modułowej (MAPP technologii)